# Matar a todos
Matar a todos és una pel·lícula uruguaiana de 2007, coproduïda per Xile, l'Argentina i Alemanya. Dirigida per Esteban Schroeder, és un drama de intriga protagonitzat per Roxana Blanco, Darío Grandinetti, Walter Reyno, Patricio Contreras i César Troncoso, basat en la novel·la 99% asesinado, del periodista i escriptor uruguaià Pablo Vierci.

## Sinopsi
El químic xilè Eugenio Berríos, buscat per la seva relació amb els crims durant la dictadura militar al seu país, és segrestat. L'advocada Julia Gudari investiga la seva desaparició, i tem que el general Gudari, el seu pare, estigui involucrat en el cas. La pel·lícula mostra la relació entre pare i filla.

## Protagonistes
- Roxana Blanco (Julia Gudari)
- Darío Grandinetti
- Walter Reyno (General Gudari)
- Patricio Contreras
- César Troncoso
- María Izquierdo Huneeus
- Jorge Bolani
- Claudio Arredondo

## Premis
- Festival Internacional de Cinema de Cartagena de Indias (2008): premi especial del jurat i premi a la millor actriu secundària.[5]
- Festivalísimo de Mont-real (2008): premi del públic.
- XIV Mostra de Cinema Llatinoamericà de Lleida (2008): premi al millor guió.[6]
- Festival de Cinema Llatinoamericà de Santa Cruz (2008): premi al millor guió.
- Associació de Crítics de Cinema de l'Uruguai (2008): premi a la millor ficció.
- Festival de Cinema Llatinoamericà de Biarritz (2007): premi del públic.[7]
- Festival Internacional del Nou Cinema Llatinoamericà de l'Havana (2007): premi Signis i premis a millor guió i millor actuació femenina.[3]